# Prima che il temporale finisca
Prima che il temporale finisca (Murder at the 'Varsity), inizialmente uscito come Dramma universitario (Murder at Cambridge) è un romanzo giallo del 1933 scritto da Patrick Quentin, pseudonimo sotto cui operarono i due giallisti Richard Wilson Webb e Hugh Callingham Wheeler; questo romanzo in particolare è opera del solo Webb.

## Trama
L'All Saints è uno dei più antichi e prestigiosi college dell'Università di Cambridge. Il giovane Hilary Fenton, figlio di un illustre giurista statunitense (a sua volta ex-allievo del College), vi sta terminando i propri studi, quando gli capita l'evento più comune alla sua età: scorge, ad uno dei suoi corsi, una ragazza graziosa e se ne innamora a prima vista. Mentre cerca di scoprire l'identità di quella che per ora soprannomina il Profilo, un evento luttuoso arriva a sconvolgere l'atmosfera: trova un suo vicino di stanza, il sudafricano Baumann, ucciso da un colpo di rivoltella durante un temporale. Nonostante un maldestro tentativo di farlo passare per un incidente, appare subito chiaro ci si trovi di fronte ad un delitto. Proprio poche ore prima, Baumann aveva confidato a Fenton la sua intenzione di abbandonare gli studi e gli aveva chiesto di imbucare per lui una lettera senza leggerne il destinatario (cosa che Fenton provvede a fare subito dopo la scoperta del cadavere). 
Vengono alla luce i piccoli rancori e le rivalità degli altri studenti, di alcuni docenti e forse anche del personale di servizio verso il morto. Fenton, assistito dal gioviale ispettore Horrocks, inizia ad indagare un po' per curiosità, un po' per un'inquietante coincidenza: la ragazza di cui si è innamorato (ha scoperto trattarsi di Kitty Lathrop) pare avesse qualche legame con il morto, e Fenton crede di averla intravista durante il temporale, la notte del delitto, vicino alla stanza della vittima. Cosa c'entra lei con tutto questo? E William North, un ex-studente del College, divenuto omicida per un raptus improvviso qualche anno prima, e ora evaso dal manicomio in cui lo avevano rinchiuso, è coinvolto in qualche modo? Sono solo alcune delle domande a cui Fenton dovrà rispondere, non prima che si verifichi un altro delitto, e che gli eventi lo portino a dubitare anche di coloro che fino a poco prima considerava suoi amici...

## Personaggi
- Hilary Fenton, detective dilettante
- Ispettore Horrocks, della polizia
- Kitty Lathrop, "il Profilo"
- Stuart Sommeville, Julius Baumann, Mike Grayling, Lloyd Comstock, studenti dell'All Saints College
- Thomas Hank, Lottie Bigger, domestici del College
- Reginald Warren, tutor del College
- Preside Hyssop, rettore del College
- Mary Smith, cameriera del Preside

## Edizioni italiane
- Dramma universitario, collana I capolavori del Giallo Mondadori n. 250, Arnoldo Mondadori Editore, maggio 1964.
- Prima che il temporale finisca, collana I classici del Giallo Mondadori n. 777, Arnoldo Mondadori Editore, ottobre 1996.